# Anciens faubourgs de Dijon
Au XVIIIe siècle, la ville de Dijon comptait sept faubourgs qui avaient leurs activités particulières : le faubourg d'Ouche et ses tanneries, ses abattoirs et l'hôpital ; le faubourg Raines et ses bois flottés, ses bains de rivière et sa chartreuse ; les faubourgs Saint-Pierre, Saint-Michel et Saint-Nicolas et leurs immenses jardins potagers, leurs fleuristes et leurs couvents ; les faubourgs Guillaume et Saint-Bernard et leurs commerces. Tous avaient en plus deux activités communes : celle des auberges ou hôtel et l'arrivée de l'industrie à la fin du XIXe et au début du XXe siècle.

## Galerie
Plan de Dijon et ses environs par E. Sagot en 1840 :

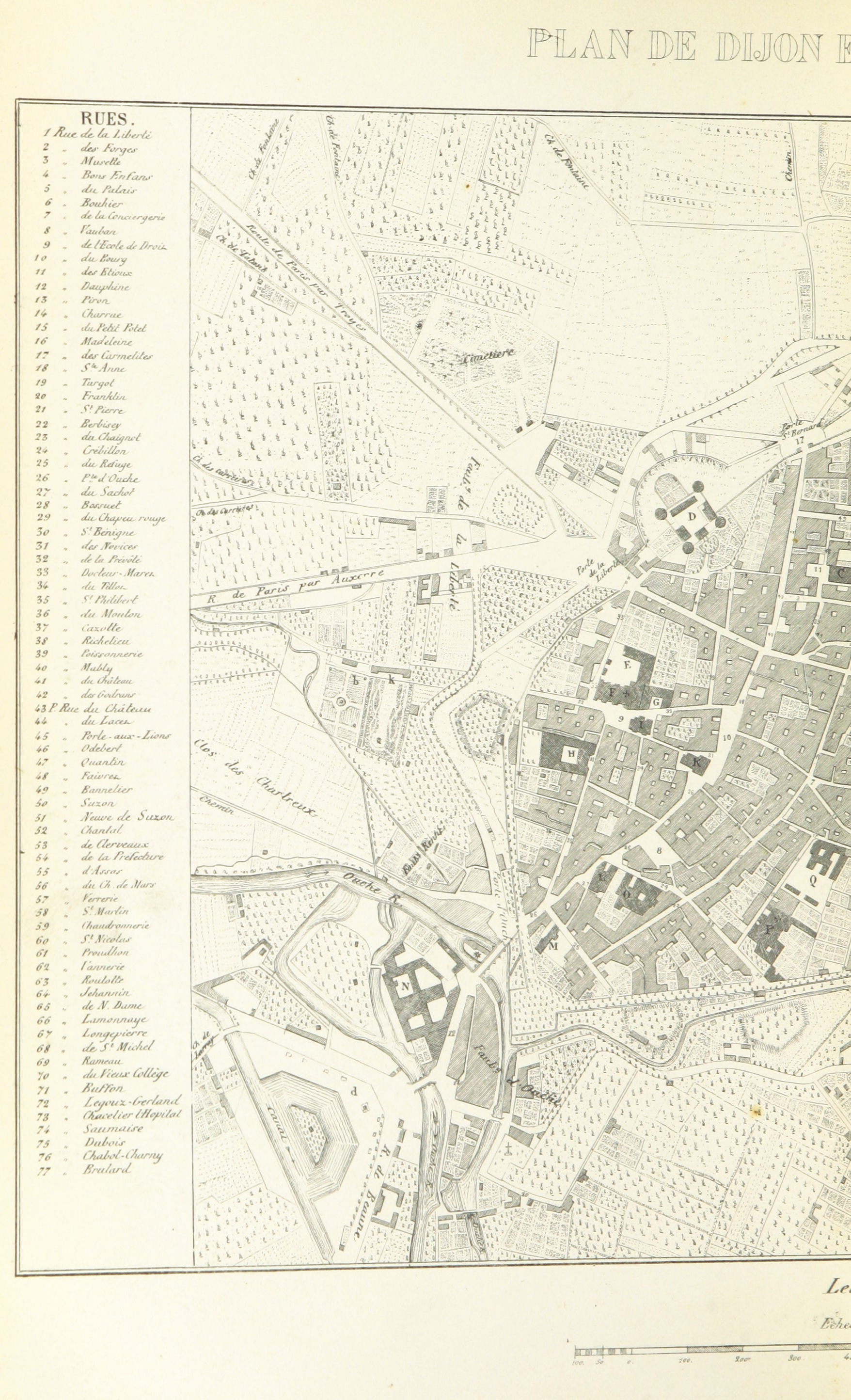
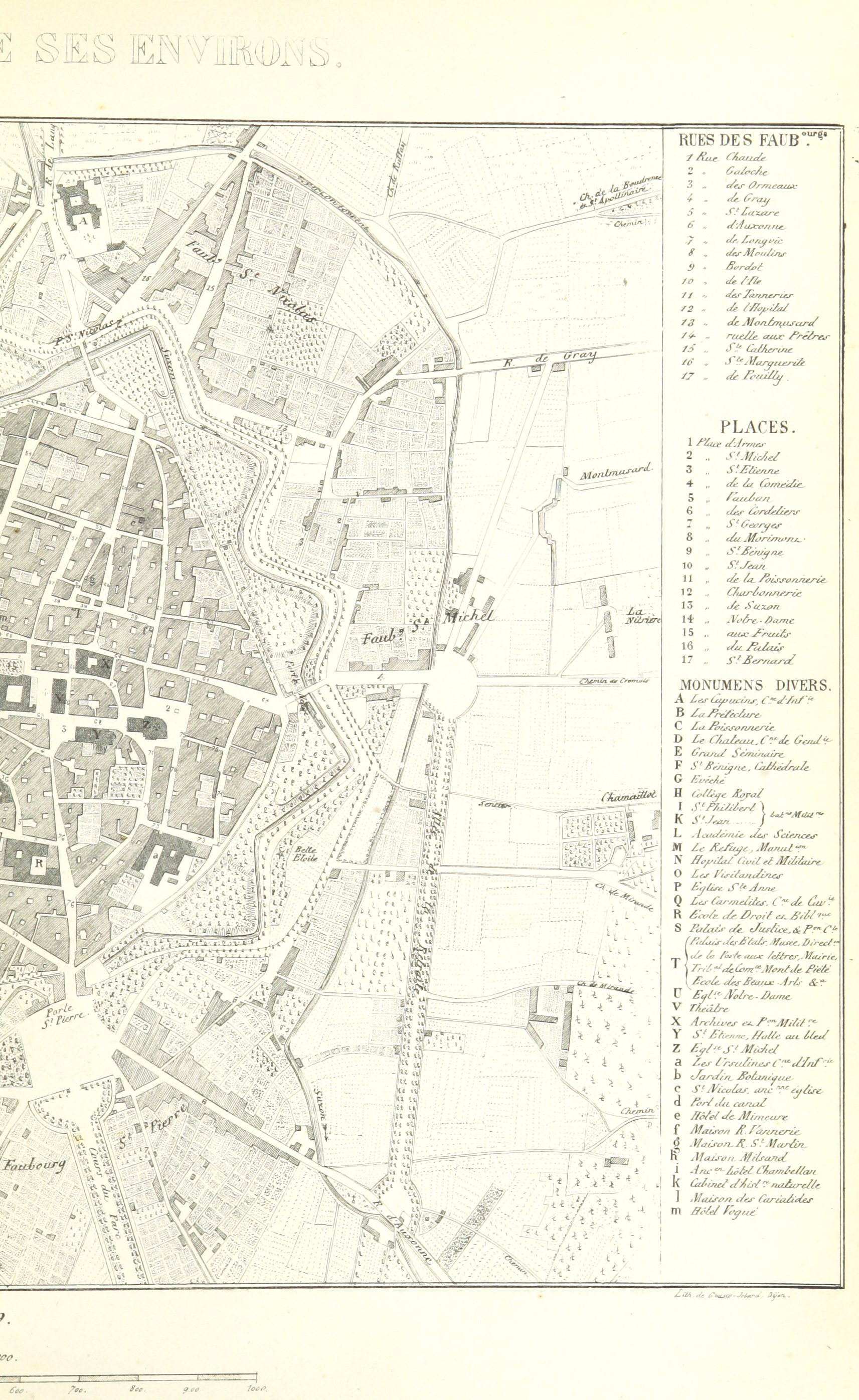

## Localisation
| Raines Ouche St Pierre St Michel St Nicolas St Bernard Guillaume |

## Faubourg Raines
Il doit son nom au ruisseau du Raines qui est un affluent de l'Ouche, s'écoulant aujourd'hui au niveau du jardin botanique de l'Arquebuse.
Le faubourg s'étendait devant la porte d'Ouche, longeant au nord la route ceinturant les fortifications vers l'arquebuse, au sud le bief des moulins sur le pont d'Ouche et à l'Ouest la rue des Chartreux conduisant au portail de la Chartreuse de Champmol. Il regroupait : des prés et prairies, des jardins, trois douzaines de maisons et des auberges. 
Le faubourg s'étendra ensuite au début du XIXe siècle par l'acquisition du monastère, la construction d'un lavoir, d'établissements de bains de rivière ou encore de buanderies. Au sud se trouvaient les moulins d'Ouche comprenant trois bâtiments : un qui travaillait de journée pour le public et la nuit pour les boulangers, un autre était réservé aux communautés et le dernier à l'hôpital. Il existait également le long de l'Ouche un dépôt de bois flotté dont une partie provenait par flottage de la vallée de l'Ouche depuis le XVIe siècle. En 1833 sera créé le jardin botanique de l'Arquebuse. En 1843 le monastère sera converti en asile psychiatrique. 
Au milieu du XIXe siècle, l’arrivée du chemin de fer et l’expansion économique du canal attirent la classe ouvrière. Afin de loger dignement ces ouvriers et leurs familles, plusieurs sortes de phalanstères apparaitront : la cité Chairgrasse ou encore la cité Ménevalle. Cette dernière deviendra par la suite la caserne militaire Delaborde après la guerre de 1870 et jusqu'en 1947 (bâtiments occupés aujourd'hui par l'INSEE).

## Faubourg d'Ouche
Il doit son nom à la rivière et à la porte d'Ouche.
Le faubourg s’établit au bord du bief des Moulins entre le pont d'Ouche et le déversoir de l'île où se trouve l'hôpital. Il s'étend au sud jusqu’au pont aux chèvres où est édifié un quai menant au cimetière de l'hôpital et à un abattoir communal bâti depuis la fin du XVIe siècle. Le quartier regroupe alors auberges vers l'hôpital[pas clair], des ateliers de tannerie et des maisons.
À la fin du XVIIIe et au début du XIXe siècle, le port du canal permet d'étendre le faubourg au-delà du pont aux chèvres (actuelle place du Premier-Mai) et des entrepôts où des fabriques s'implantent, notamment une fabrique de colle et d'engrais à laquelle succédera l'usine Bargy et la fonderie Lhuilier ou encore l’entrepôt de charbon « Aux trois forgerons » qui laissera son nom à une rue.
Au milieu du XIXe siècle, la population du quartier se densifie et le projet de remplacement du pont franchissant le canal est alors à l'étude. Ce ne sera néanmoins qu'en 1890 que Gustave Eiffel construira un pont-levant.
À la fin du XIXe siècle, la place du Premier-Mai sera aménagée.

## Faubourg Saint-Pierre
Il doit son nom à la porte Saint-Pierre. L'église Saint-Pierre a également été construite en 1853, devant la place Saint-Pierre, renommé place du Président-Wilson en 1918.
Le faubourg était une agglomération rurale de 22 hectares s'étendant contre les remparts au Nord, jusqu'à la rivière du Suzon à l'Est. Les voies principales partaient de la porte Saint-Pierre : la rue de la Belle-Croix (actuelle rue d'Auxonne), le chemin de Longvic, la rue des Moulins et la promenade le cours du Parc en direction du parc de la Colombière.
La rue de Belle-Croix et la plus fréquentée du faubourg, regroupant les auberges, les artisans et les marchands. Les terrains environnants étaient cultivés et les maisons appartenaient à des jardiniers ou des vignerons. Les carmélites y possédaient également des bâtiments, granges, écuries et il existait une raffinerie de poudre et de salpêtre qui deviendra une manufacture.
Au début du XIXe siècle y sont fondées les distilleries : Lagoutte et Mutin ainsi que l'Héritier-Guyot. La nouvelle place Saint-Pierre est aménagée. En 1850, Jean-Louis Ruffez, originaire de Salins, épouse Octavie Vernier, dont le père exploitait une auberge à l'entrée du faubourg appelée « Teste Noire ». En 1853, le Rosiériste Henri Jacotot y installe sa pépinière dans laquelle naquit la Gloire de Dijon. Une auberge verra également le jour à l'angle du cours du parc et rue de Longvic puis deviendra la brasserie Orbelin, très en vogue vers 1880. 
À la fin du XIXe siècle, des maisons commencent à être édifiées sur le cours du parc entre 1845 et 1863 ou à proximité comme la maison Creusot en 1865 ainsi que la fromagerie Rouy. Entre 1852 et 1855 est construite la prison, alors hors des murs de la ville.
L'industrialisation du faubourg commence avec l’implantation de l'usine automobile Cottereau au chemin des lentillères ou encore la manufacture de chaussures Ruinet au cours du parc et l'usine et ateliers de moutarde Julien-Mack rue de Longvic .

## Faubourg Saint-Nicolas
Il doit son nom à la porte Saint-Nicolas et à l'ancienne église Saint-Nicolas située à proximité.
Le faubourg s'étalait sur 37 hectares de superficie entre les remparts et deux bras du Suzon. Les voies principales partaient de la porte Saint-Nicolas : la route royale en direction de Gray, le chemin de la maladière, la route royale en direction de Langres ou encore le cours Fleury.
Au début du XIXe siècle, le faubourg est composé : de maisons de familles de jardiniers-pépiniériste, d'horticulteurs, d’artisans ou charrons. On y trouve également des guinguettes dont la plus connue s'appelait  « À ma campagne » et où le tenancier y donnait des bals, des auberges comme « Sainte-Catherine » ou les « Trois rois », des potagers, des granges, des écuries et des bergeries ainsi qu'un bureau d'octroi. Un marchand de vin en gros s'y installe, une fabrique de terre cuite, une tuilerie et l'ancien hôpital militaire devient la caserne des chasseurs de la Côte-d'Or. Du côté ouest du faubourg, des terrains longtemps bordés de jardins deviendront la place de la République.
À la fin du XIXe siècle, s'y implantent : l'usine Pétolat, l'usine Vernet qui borde le Suzon, la fabrique de moutarde Parizot, l'usine d'Émile Lachèze, la brasserie allemande d'Henry Duthu ou encore la fabrique de chandelles de Louis Sirandré ; et l'entrepôt de vin en gros devient la distillerie Lejay-Lagoutte. Un terrain sera également cédé pour y édifier la « Caisse de crédit municipal » et les cabarets se multiplieront. Le faubourg s’étend avec l'ouverture du boulevard Clemenceau accessible grâce à la nouvelle gare des tramways départementaux et l'ancienne caserne devient la caserne Vaillant. Le lycée royal sera construit sous les plans de l'architecte Arthur Chaudouet.

## Faubourg Saint-Michel
Il doit son nom à la proximité de l'église Saint-Michel.
Au niveau de la porte Bourbon (également dénommée Porte-Neuve) s'est développé ce petit faubourg qui couvrait environ 7 hectares. Les grandes artères qui le composait partaient de la Porte de Bourbon : le chemin dit de Theuley (actuelle rue Paul-Cabet), le chemin de Champmaillot, les allées de la Retraite (actuel boulevard Voltaire) et le chemin de Mirande.
Au début du XIXe siècle, l'auberge « Au cheval de bronze » qui est implantée aux abords de la porte Bourbon deviendra l'auberge Saint-Michel. Les Frères de la Doctrine chrétienne y édifieront l'école libre Saint-Michel. Le quartier est alors composé de maisons de familles de jardiniers-pépiniéristes et de potagers. La place du foin, lieu de foires et de marchés de la ville deviendra la place du 30 octobre et de la Légion d'Honneur.
C'est à la fin du XIXe siècle que le faubourg connaît son essor avec la mise en service de la gare Porte-Neuve et l'arrivée de l'industrialisation comme l'usine Terrot, l'usine d'Antoine Maitre ou la manufacture des tabacs boulevard Voltaire.

## Faubourg Guillaume
Il doit son nom à la porte Guillaume (parfois appelé porte de la Liberté).
Jusqu'au milieu du XIXe siècle, seulement quelques maisons bordaient la route royale au niveau de la porte Guillaume. L'emplacement fut choisi pour l'installation de la gare ferroviaire mais était jugé trop éloigné de la ville. Néanmoins, l'arrivée du chemin de fer développe de manière spectaculaire ce morceau de ville et permet ainsi la naissance du faubourg qui s'intensifie en quelques années seulement et verra naître la place Darcy. 
Les mutations immobilières deviennent alors fréquentes : les habitants seront expropriés, les maisons démolies au profit d'immeubles permettant de loger les employés du chemin de fer, le personnel hôtelier, des artisans et des commerçants. Sur l'emplacement de baraques en bois entre l'avenue de la gare et le boulevard Sévigné fut bâti un îlot d'immeubles de logements, les trottoirs remplacèrent les fossés et des arbres furent plantés le long des routes. De nombreux hôtels et brasseries feront leur apparition comme l'hôtel de Provence, l'Hôtel Morot, l'hôtel la Cloche ou l'hôtel du Jura. S'installeront également : les bureaux et l'imprimerie du journal Le Progrès de la Côte-d'Or, une fabrique de liqueur, la station des Autobus Citroën, le théâtre de l'Olympia, le Casino d’Été qui deviendra la Grande Taverne. 
La gare des tramways est édifiée boulevard de Sévigné et l'ingénieur hydraulicien Henry Darcy construit le réservoir de la porte Guillaume et permet l'approvisionnement en eau qui contribua grandement au développement de Dijon. Le faubourg s'étendra alors jusqu'au cimetière créé le 1er mars 1783 et agrandi en 1828. Bien que majoritairement commercial, il verra apparaître l'industrie avec l'implantation des ateliers de machines-outils Wormser ou de la fabrique Mulot & Petitjean au début du XXe siècle.

## Faubourg Saint-Bernard
Le faubourg est né au milieu du XIXe siècle d'une percée du rempart et prend un essor inattendu. Les places Saint-Bernard et petit Saint-Bernard seront conçues par l'architecte et urbaniste Adrien-Léon Lacordaire et permettra le peuplement des rues alentour avec des opérations immobilières ordonnées. Les boulevards n'étant pas encore ouverts, la grande artère fut la rue Devosges dans laquelle s'implanta la Poste aux chevaux et de nombreuses maisons et auberges. Le marchand de moutarde Pernot-Gilles installera une petite biscuiterie rue Courtepée qui deviendra les usines Pernot à la fin du XIXe siècle. 
Par la suite, le quartier s'étendra jusqu'au cimetière à l'Ouest avec l'ouverture de la rue Audra où se groupèrent un certain nombre de marbriers dont le plus connu sera la maison Pouffier. La fabrique de produits pharmaceutiques Thevenot s'implantera rue des Roses. Du côté est du faubourg, des terrains longtemps bordés de jardins deviendront la place de la République, et s’installeront également : l'école Normale, la clinique Benigne-Joly et l'école supérieure de commerce. En 1867, l'architecte Henri Degré écrivait : « Il est incontestable aujourd'hui qu'aucun quartier de la ville n'est en si bonne voie de construction et de location. Le commerce s'y développe, la bourgeoisie le recherche de préférence à tout autre, il tend les mains au quartier de la gare ». La place Barbe verra le jour à la fin du XIXe siècle.